# 麻州
麻州，唐朝时设置的州。
贞观二十二年（648年）析郎州置，治所在今云南省宣威市。属戎州。辖境相当今云南省乌蒙山南段东南，革香河流域一带。后废。